# Мало ми за срићу триба
Мало ми за срићу триба је албум хрватске певачице Дорис Драговић. Изашао је 2002. године у издању Croatia Records.

## Позадина
2001. године је прославила 20 година каријере. Прослава је обележена у једном загребачком хотелу. 11. априла 2002., одржала је концерт у Сплиту.
На МХЈ у лето 2002. године, освојила је награду Златни галеб за песму Мало ми срићу триба.

## О албуму
Сниман је током пролећа и лета 2002. године. На снимању су учествовали брачни пар Хуљић, Никша Братош и др. Највећи хитови са овог албума су насловна нумера, Криви људи, Земља и стина и Ни да мора нестане.

## Списак песама
| №   | Назив                           | Трајање |  |
| 1.  | Криви људи                      |         |  |
| 2.  | Мало ми за срићу триба          |         |  |
| 3.  | Није ми вриме                   |         |  |
| 4.  | Земља и стина                   |         |  |
| 5.  | Не суди ми погледом             |         |  |
| 6.  | Казна                           |         |  |
| 7.  | Ни мора да нестане              |         |  |
| 8.  | Тко ће живјет за те мјесто мене |         |  |
| 9.  | Моје јубе, липи цвите           |         |  |
| 10. | Море, море                      |         |  |